# مشروع الدلتا الجديدة
مشروع الدلتا الجديدة هو أحد المشروعات الزراعية العملاقة في مصر لاستصلاح أراضي جديدة بالصحراء الغربية بالقرب من الساحل الشمالي الغربي تتراوح مساحتها الإجمالية الموزعة على عدة مشاريع ما بين 2.2 إلى 2.8 مليون فدان لتضيف 15% مساحة منزرعة جديدة لمصر تستغل لتحقيق الأمن الغذائي.

## الدراسات
وافقت دولة الكويت على تمويل مشروع دراسات غرب الدلتا بتكلفة 2 مليون دولار في عام 2003.
أعد مركز البيئة والتنمية للإقليم المغربي وأوروبا «سيداري» بصفته المختص بإقليم شمال أفريقيا بمساهمة البنك الدولي تقرير خاص في عام 2006 باستطلاع آراء المستثمرين بمنطقة غرب الدلتا، لمد ترعة جديدة بالمنطقة تغذى بحوالي 6،2 مليار متر مكعب من مياه النيل سنويا، والذي وافق من خلاله 88% من المستثمرين بالمنطقة على تمويل المشروع، على أن تتم استعاضة تكاليف المشروع وفق مساحة الأرض التي يتم توصيل الماء إليها، أو كمية المياه المستهلكة، وأيضا تكاليف التشغيل والصيانة.
بُني هذا الاستطلاع على 3 عناصر هي: تعديل الري في مساحة 255 ألف فدان، تقع شرق وغرب الطريق الصحراوي القاهرة ـ الإسكندرية جنوب الرست هاوس، وتحسين حالة الري في مساحة 500 ألف فدان شمال غرب الدلتا في زمام ترعة النوبارية والنصر والبستان وبهيج ومريوط والحمام وامتداده، وإضافة مساحة جديدة تتراوح بين 100 و200 ألف فدان تستصلح على طريق النطرون ـ العلمين.
نشر الصندوق الدولي للتنمية الزراعية وثيقة الفرص في 2006 الاستراتيجية القطرية لجمهورية مصر العربية متضمنة الإشارة إلى مشروع غرب الدلتا. وافق البنك الدولي في عام 2007 على تمويل مشروع في غرب الدلتا يستهدف لاستصلاح 255 ألف فدان بقيمة 175 مليون دولار.
نشر وزارة الري في 2007 مسودة دراسة الآثار البيئية والاجتماعية وإطار خطة الإدارة لمشروع الحفاظ على المياه وتطوير الري بغرب الدلتا، ونشرت بالتعاون مع البنك الدولي إطار عمل سياسة نزع الملكية وإعادة التسكين لمشروع الحفاظ على المياه وتطوير الري بغرب الدلتا، ونشر البنك الدولي وثيقة التقييم المسبق لمشروع الحفاظ على المياه وتطوير الري في غرب الدلتا.
وقعت مصر والبنك الدولي ووكالة التنمية الفرنسية في عام 2008 اتفاقيتين لتمويل مشروع عملاق بغرب الدلتا لاستصلاح وزراعة 170 ألف فدان جديدة بمدينة السادات في محافظة المنوفية وامتداد طريق وادي النطرون - العلمين، إلي جانب تطوير نظم الري في مساحة 260 ألف فدان بالجزء الجنوبي بطريق مصر - الإسكندرية الصحراوي.
بدأ مشروع بحثي ضخم ممول من البنك الدولي في عام 2012 للتنبؤ بالتغير في حجم المياه الجوفية على مستوى مصر وأفريقيا شاركت فيه الهيئة القومية للاستشعار من البعد بالتعاون مع وزارتي الري والزراعة والمعهد القومي للبحوث الفلكية والجيوفيزيقية ووكالة ناسا الأمريكية واستغرق 5 سنوات، وتضمن دراسة الخزان النوبي الجوفي الذي يشمل عدة دول منها مصر. وكشفت نتائج هذا المشروع عن توافر المياه الجوفية في شمال ووسط الصحراء الغربية في مصر وقلتها في الجنوب.
تعاقد جهاز مشروعات الخدمة الوطنية مع الهيئة القومية للاستشعار من البعد في عام 2016 لتكوين فريق علمي برئاسة د. علاء النهري "نائب رئيس المركز الإقليمي لعلوم وتكنولوجيا الفضاء بالأمم المتحدة ونائب رئيس هيئة الاستشعار عن بعد سابقا" لفحص الأراضي الصالحة للزراعة ومصادر مياهها بصحراء مصر. وعلى جانبي محور الضبعة حديث النشأة وقتها ومن خلال فحص طبقات الأراضي وجمع عينات التربة والمياه لتحليلها وصور الأقمار الصناعية، اكتشف فريق البحث ملايين الأفدنة الصالحة للزراعة بدون أي ملوحة أو عوائق صخرية تعوق زراعتها ومياه جوفية عذبة على أعماق قريبة بنسبة ملوحة تقارب عذوبة مياه النيل.

## مناطق الاستصلاح
يبدأ المشروع باستصلاح مليون فدان غرب الدلتا على محور الضبعة وسيتوسع فيه غربًا. يعتمد المشروع على مياه المعالجة والمياه الجوفية. وفيما يلي تفصيل مساحات واستخدامات المشروع.
| م                                          | الرمز                 | البيان                                        | المساحة بالألف فدان | المساحة المنزرعة بالألف فدان (بالتقريب) |
| ------------------------------------------ | --------------------- | --------------------------------------------- | ------------------- | --------------------------------------- |
| مساحات مشروع مستقبل مصر وامتداد مستقبل مصر |                       |                                               |                     |                                         |
|                                            | أ                     | أراضي جهاز مستقبل مصر                         | 428.03              | 428                                     |
|                                            | أ (1)                 | أراضي جهاز مستقبل مصر                         | 5.98                | 6                                       |
|                                            | أ (10)                | أراضي جهاز مستقبل مصر                         | 9.08                | 9                                       |
|                                            | أ (12) بالفيوم        | أراضي جهاز مستقبل مصر                         | 16.27               | 16                                      |
|                                            | أ (2)                 | أراضي جهاز مستقبل مصر                         | 8.78                | 8                                       |
|                                            | أ (3)                 | أراضي جهاز مستقبل مصر                         | 13.70               | 14                                      |
|                                            | أ (4)                 | أراضي جهاز مستقبل مصر                         | 36.90               | 37                                      |
|                                            | أ (5)                 | أراضي جهاز مستقبل مصر                         | 3.55                | 3                                       |
|                                            | أ (6)                 | أراضي جهاز مستقبل مصر                         | 96.60               | 96                                      |
|                                            | أ (7)                 | أراضي جهاز مستقبل مصر                         | 22.47               | 22                                      |
|                                            | أ (8)                 | أراضي جهاز مستقبل مصر                         | 7.97                |                                         |
|                                            | أ (9)                 | أراضي جهاز مستقبل مصر                         | 2.08                |                                         |
|                                            | أ (11) بمدينة السادات | أراضي جهاز مستقبل مصر                         |                     | 10                                      |
|                                            | ب                     | أراضي امتداد مستقبل مصر                       | 269.39              | 270                                     |
|                                            | ب (1)                 | أراضي امتداد مستقبل مصر                       | 229.00              | 229                                     |
| مساحات مشروع جنة مصر                       |                       |                                               |                     |                                         |
|                                            | ج (1)                 | أراضي قيادة قوات الدفاع الجوي                 | 6.08                | 6                                       |
|                                            | ج (2)                 | أراضي قيادة قوات الدفاع الجوي                 | 57.56               | 57                                      |
| مساحات مشروع جنوب محور الضبعة              |                       |                                               |                     |                                         |
|                                            | د (3)                 | أراضي جهاز مشروعات الخدمة الوطنية             | 141.84              | 141                                     |
|                                            | د (4)                 | أراضي جهاز مشروعات الخدمة الوطنية             | 111.07              | 111                                     |
|                                            | د (1)                 | أراضي جهاز مشروعات الخدمة الوطنية             | 175.34              | 174                                     |
|                                            | د (2)                 | أراضي جهاز مشروعات الخدمة الوطنية             | 152.75              | 152                                     |
| مساحات تخصيص أخرى                          |                       |                                               |                     |                                         |
|                                            | ز                     | أراضي القرار الجمهوري (محافظة البحيرة)        | 213.60              | 214                                     |
|                                            | هـ                    | أراضي امتداد جنوب محور الضبعة (وزارة الزراعة) | 645.36              | 577 أو 645                              |
|                                            | و                     | أراضي القرار الجمهوري (وزارة الزراعة)         | 88.97               | 89                                      |
|                                            | ي                     | أراضي قيادة المنطقة الشمالية العسكرية         | 61.56               | 61                                      |

### جنة مصر
هو مشروع استصلاح رقعة أرضية بمساحة 64 ألف فدان يعتمد في ريها على 46 ألف فدان تروى من خلال المياه الجوفية و18 ألف فدان تروى من خلال مصدر المياه الشرقي للري القادم من محطتي معالجة مدينة 6 أكتوبر. يتضمن المشروع خطين ناقلين للمياه بطول 12 كم وخزانين بسعة 350 ألف متر مكعب وثلاثة عنابر طلمبات بطاقة 210 ألف متر مكعب/يوم، كما يستهدف المشروع لبناء مجتمعات عمرانية زراعية تساهم في التصنيع الزراعي.

### مستقبل مصر
هو مشروع يقوم على تنفيذه جهاز مستقبل مصر للتنمية المستدامة لاستصلاح رقعة أرضية بمساحة مبدأية 500 ألف فدان، تصل لاحقاً إلى مساحة إجمالية مليون و50 ألف فدان، تمتد في نطاق 4 محافظات هي الجيزة ومطروح والبحيرة والفيوم بمواجهة 120 كم تقريبا على محور الضبعة وعمق من 60 إلى 70 كم، على بعد 30 دقيقة من مدينة 6 أكتوبر. تبلغ التكلفة الإجمالية لمشروع الدلتا الجديدة 8 مليارات جنيه وتشمل إنشاء طرق داخلية بطول 500 كم وحفر آبار مياه جوفية وإنشاء محطتين للكهرباء بقدرة 350 ميجاوات، كما يتضمن المشروع إنشاء ثلاث مناطق صناعية.

### جنوب محور الضبعة
هو مشروع استصلاح رقعة أرضية بمساحة مبدأية 500 ألف فدان تقع بمنطقة جنوب محور الضبعة غرب مشروع مستقبل مصر، بالقرب من الدلتا القديمة وشبكة الطرق والموانئ سواء البحرية أو البرية أو الجوية، ويربط بين الحدود الإدارية لمحافظات مطروح والبحيرة والجيزة. وتروى من خلال مصدر المياه الشمالي للري "ترعة الحمام الجديدة" القادم من محطة معالجة الحمام.